# Estación de Bambú

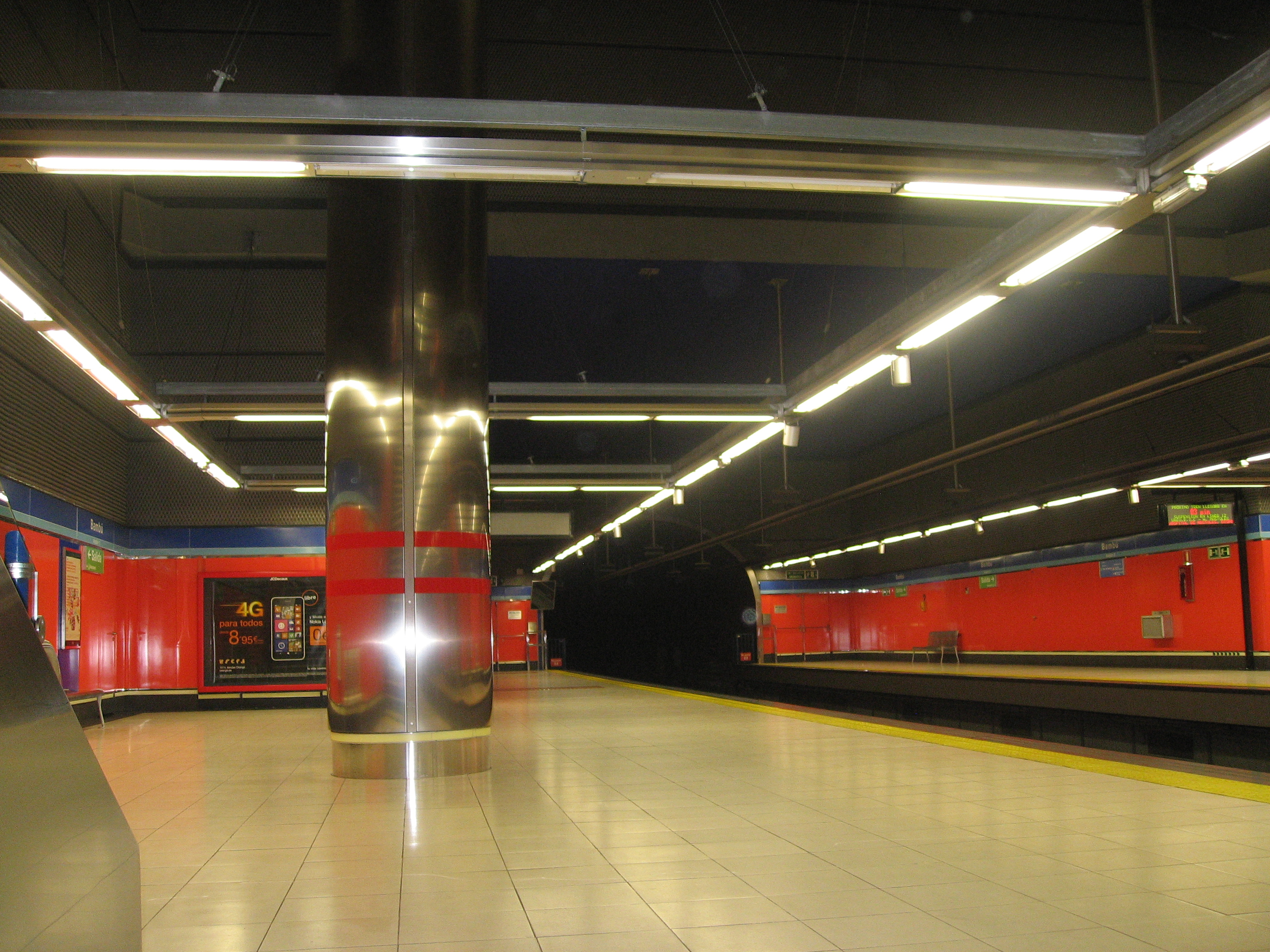
Vista de la estación

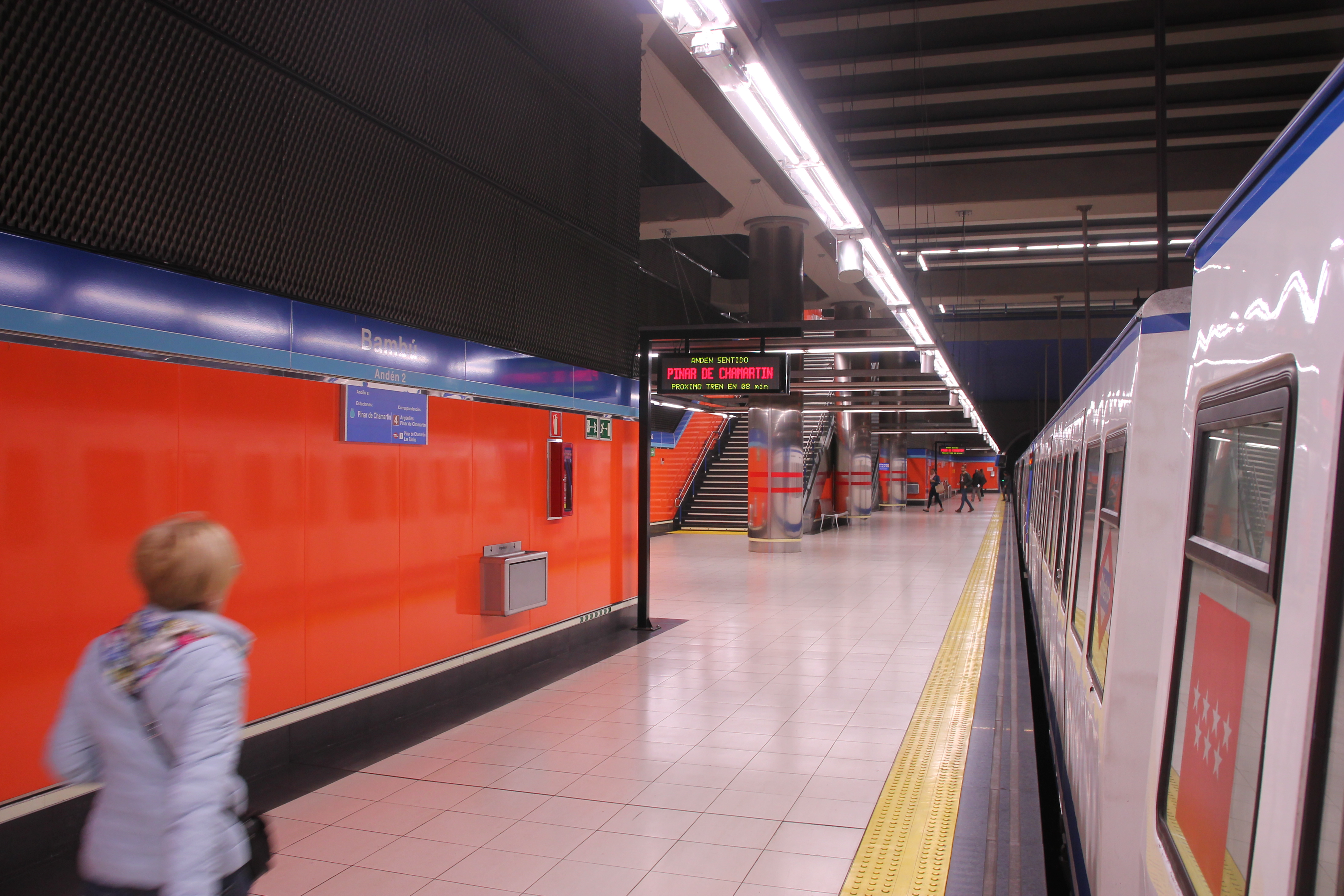
Andén desde un tren 2000

Bambú es una estación de la línea 1 del Metro de Madrid situada en la intersección de la calle Bambú (de la que toma su nombre) y la calle Yuca, en el distrito de Chamartín.

## Historia
La estación fue inaugurada junto con las estaciones de Hortaleza y Manoteras en la prolongación de las líneas 1 y 4 hasta Pinar de Chamartín, el 11 de abril de 2007.

## Accesos
Vestíbulo Bambú
- Bambú C/ Bambú, 14
- Ascensor C/ Bambú, 14

## Líneas y conexiones

### Metro
| << cabecera        | < estación         | línea | estación > | cabecera >> |
| ------------------ | ------------------ | ----- | ---------- | ----------- |
| Pinar de Chamartín | Pinar de Chamartín |       | Chamartín  | Valdecarros |

### Autobuses
| Diurnos |                            |                             |
| Línea   | Destino                    | Parada                      |
| 129     | Plaza de Castilla          | 124 BAMBÚ-YUCA              |
| 150     | Sol / Sevilla              | 124 BAMBÚ-YUCA              |
| 174     | Plaza de Castilla          | 124 BAMBÚ-YUCA              |
| SE833   | Plaza de Castilla          | 124 BAMBÚ-YUCA              |
| SE833   | Las Tablas                 | 125 BAMBÚ                   |
| 129     | Manoteras                  | 3594 AVENIDA DE BURGOS-YUCA |
| 150     | Colonia Virgen del Cortijo | 3594 AVENIDA DE BURGOS-YUCA |

| Diurnos |                            |                |          |
| Línea   | Destino                    | Parada         | Operador |
| 171     | Madrid (Plaza de Castilla) | 124 BAMBÚ-YUCA | ALSA     |